# Nomada arenicola
Nomada arenicola är en biart som beskrevs av Swenk 1913. Nomada arenicola ingår i släktet gökbin, och familjen långtungebin. Inga underarter finns listade i Catalogue of Life.